# (23472) Rolfriekher
(23472) Rolfriekher est un astéroïde de la ceinture principale.

## Description
(23472) Rolfriekher est un astéroïde de la ceinture principale. Il fut découvert le 10 octobre 1990 à Tautenburg par Lutz Dieter Schmadel et Freimut Börngen. Il présente une orbite caractérisée par un demi-grand axe de 2,61 UA, une excentricité de 0,16 et une inclinaison de 14,0° par rapport à l'écliptique.

## Compléments